# Epidromia zephyritis
Epidromia zephyritis är en fjärilsart som beskrevs av William Schaus 1923. Epidromia zephyritis ingår i släktet Epidromia och familjen nattflyn. Inga underarter finns listade i Catalogue of Life.